# Lift (Be Choirのアルバム)
『Lift』（リフト）は、2015年7月18日に発売されたBe Choirのセカンドアルバム。

## 概要
BYO-MUSICから2015年7月18日にリリースされた。Be Choirのセカンドアルバムである。

## 収録曲
1. Lift (2:11) Lead: Chihiro
  - 作詞：Chihiro / 作曲：柳原旭
2. 雑食 (4:48) Lead: 長谷川雅洋、カマタ　ミズキ / Rap:Hiro-a-Key
  - 作詞：長谷川雅洋/ 作曲：柳原旭、長谷川雅洋
3. 彼岸 (4:33) Lead: 長谷川雅洋
  - 作詞:長谷川雅洋 作曲:柳原旭、長谷川雅洋
4. 種 (5:07) Lead:  長谷川雅洋
  - 作詞作曲：長谷川雅洋
5. Give Your Love (4:34) Lead: 長谷川雅洋、カマタ　ミズキ
  - 作詞：長谷川雅洋 / 作曲：柳原旭、長谷川雅洋
6. When I See Your Grace (3:45) Lead: Tom Isk
  - 作詞：Chihiro / 作曲：柳原旭
7. Keep On Tryin' (3:54) Lead: 長谷川雅洋、平澤野安
  - 作詞：長谷川雅洋 / 作曲：柳原旭、長谷川雅洋
8. Last Be (6:18) Lead: ITSUKA、奈良ひより
  - 作詞：山本加津彦 / 作曲：山本加津彦、奈良ひより
9. You Move Me (4:10) Lead/Rap: Hiro-a-Key
  - 作詞: Nitash Morano 作曲： 長谷川雅洋
10. LIFE (5:20)  Lead: 長谷川雅洋
  - 作詞作曲：長谷川雅洋
11. ムジクス-musicus- (5:41)　Lead: 長谷川雅洋
  - 作詞: 長谷川雅洋 作曲： 柳原旭、長谷川雅洋
12. Our Eyes (4:04)　Lead: 長谷川雅洋
  - 作詞: Nitash Morano 作曲： 長谷川雅洋
13. To Our Children (5:59)　Lead: Chihiro
  - 作詞: Chihiro 作曲： 柳原旭
14. 風にまかせて (3:57)　Lead: 長谷川雅洋
  - 作詞作曲：長谷川雅洋